# Глюк Гаврило Мартинович

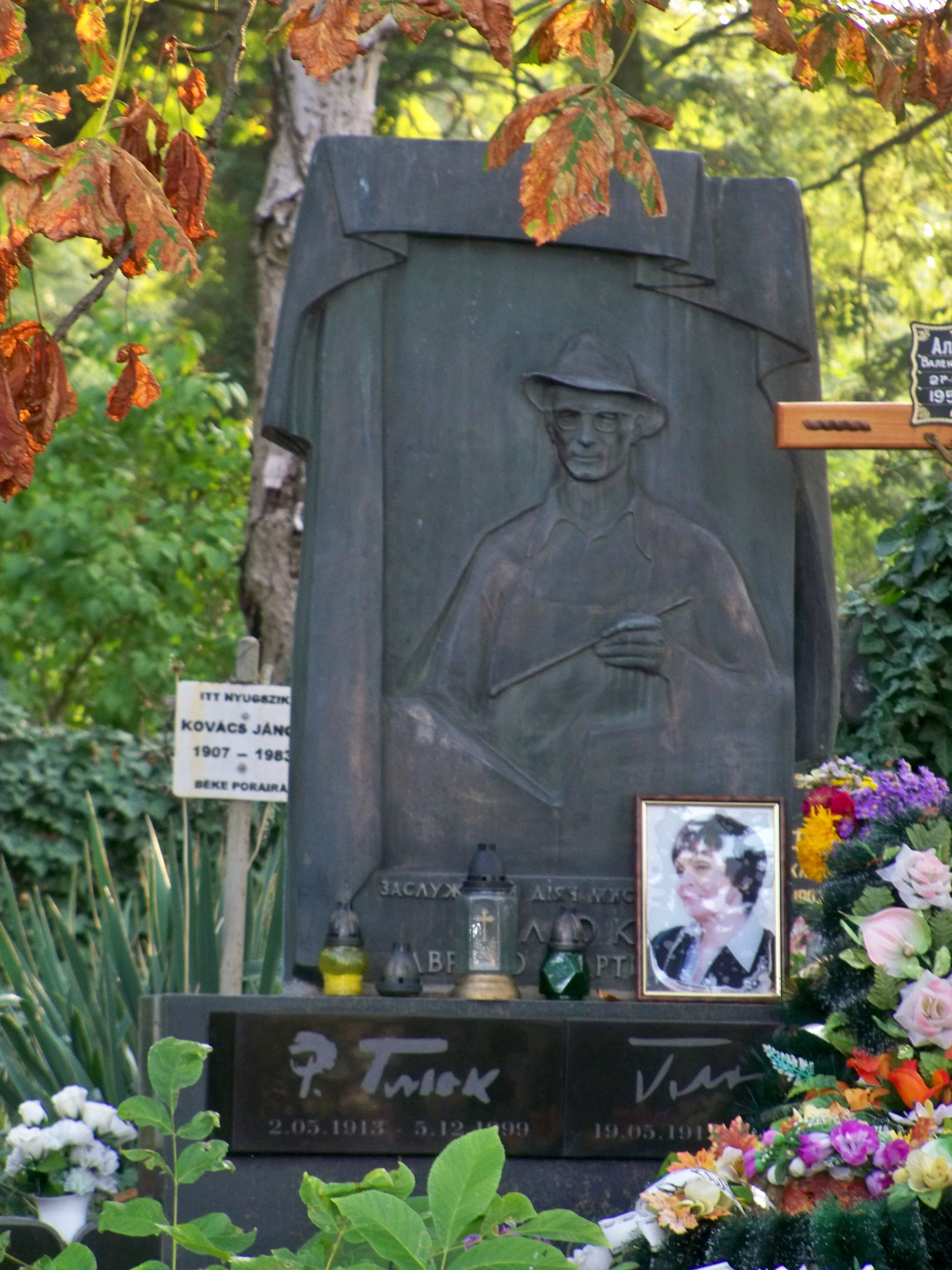
Могила художника в Ужгороді

Гаври́ло Марти́нович Глюк (6 (19) травня 1912, Сигіт, Мармарош — 2 листопада 1983, Ужгород) — український живописець. Заслужений діяч мистецтв УРСР з 1963 року.

## Біографія
Походив з єврейської родини.
Почерпнуте від батька прагнення до конструювання та проєктування меблів, потім — до численних малюнків та зарисовок привело Глюка дуже рано до навчання у майстернях: спочатку ремісничих, а потім живописних.
У 1931–1933 роках навчався у Вищій школі образотворчих мистецтв у Будапешті. На той час сім'я художника переселилася до Ужгорода, що входив до складу Чехословаччини.
Численні художні вправи, малювання на пленерах дали результат. Художнику вдаються живописні замальовки, він навіть робить успіхи і перед глядачем: продає перші твори шанувальникам.
Але обстановка в Угорщині змінилася, і Глюкові було зауважено про небажаність його перебування на території Угорщини. 1933 року Глюк покинув Будапешт. У Румунії його на півтора року призвали до армійських лав. Військову повинність відбував у місті Сібіу. Після демобілізації навесні 1936 року художник через підданство не мав змоги поїхати до Чехословаччини, де були батьки, йому довелося їхати до Бухареста.
Після приєднання Бессарабії до Радянського Союзу Гаврило Мартинович вступив на другий курс художнього училища в Кишиневі. Але всі його плани порушила Друга світова війна. Глюка мобілізували в трудову армію: він працював у технічному з'єднанні, на будівництві залізниці та інших об'єктах у Дніпропетровську, Елісті, Сталінграді.
Під час Голокосту загинули батько, мати і старша сестра художника.
Після війни художник повернувся до Кишинева. Тут знову прилучився до мистецького життя. став членом Спілки художників Молдавії.

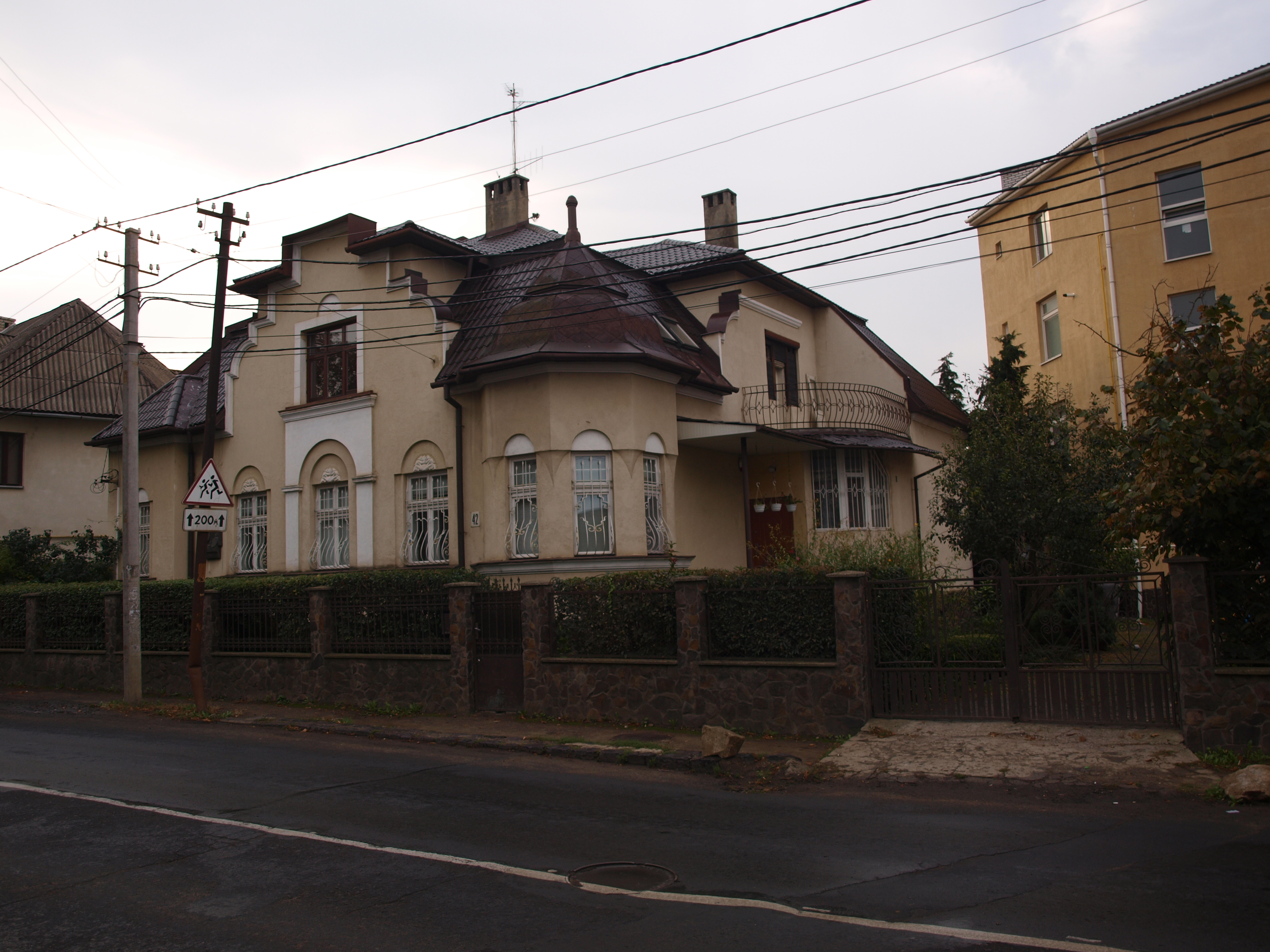
Будинок, в якому жив художник. Ужгород, вул. Підгірна, 42

1947 року Глюк переїхав на Закарпаття. Жив і працював в Ужгороді.

## Творчість
Глюк малював жанрові картини, портрети та пейзажі. Мистецтвознавець Олена Полянська відзначила постійний потяг художника до зображення трударів: лісорубів, колгоспників, до їх буття на полях, у горах. Це прикметна риса творчості художника-реаліста.
Однією з найкращих робіт Гаврила Глюка мистецтвознавці вважають твір «Лісоруби на вахті миру», створений 1950 року. Сучасники відзначили його як зі смаком задуманий і прекрасно виконаний. Тут немає надуманості, штучності, навпаки, постаті лісорубів залиті сонцем, яскраво освітлені та монументальні.
Твором, що приніс Глюку європейську славу, стала картина «Лісоруби», написана 1954 року. Крок за кроком підходив автор до втілення свого задуму, виконав чимало етюдів. У центрі композиції «Лісорубів» — постаті двох молодих вантажників. Один з них, що в білій сорочці, переступив через колоду, другий схилився: динаміка життя багатомовна й оптимістична. 1958 року за картину «Лісоруби» Глюка відзначено великою срібною медаллю на Всесвітній виставці в Брюсселі.
Глюк любив малювати з натури, як кажуть професіонали, «а ля прима», коли гармонія рухів плавно лягала на папір хвилястими лініями та виразними штрихами. Багато рисунків і шкіців, що збереглися у колекціонерів і сім'ї художника, свідчать про непосидючу натуру митця, його постійний потяг до творення.
Вагоме місце у творчому доробку автора займав портрет. Психологічно виважені портрети сучасників доносять до глядача глибину проникнення в модель засобом своєрідної «духовної сповіді» портретованих. Зображені у національних кроях і сучасному вбранні, в інтер'єрі та поза ним вносять дивовижну нотку ніжності та життєлюбства.
Глюк залишив по собі велику графічну спадщину, яка засвідчує, що він був неабияким майстром рисунка, і в його численних начерках, викінчених графічних композиціях відчувається впевнена рука. Типовою для його манери композицією є рисунок, виконаний вуглем, — «Наташа» (1983). Психологічно точний, побудований на грі світлих і темних плям, штрихованих площин, він передає романтичний характер дівчини.
Серед творів:
- «Сільська вулиця» (1947),
- «На відпочинку» (1950),
- «Лісоруби на вахті миру» (1950—1951),
- «Лісоруби» (1954),
- «Колгоспниця з долини Тересви» (1955),
- «Гірський краєвид» (1962),
- «Вечоріє» (1967),
- «Молотьба» (1970),
- «Людина з Солотвина» (1974),
- «Дівчата в полі» (1977),
- серія «Дитинство» (1978—1981).

1982 року видано каталог «Гаврило Глюк». 2007 року в київському видавництві «Новий друк» побачив світ фотоальбом «Глюк Гаврило Мартинович. Живопис. Графіка». Його видано за сприяння глави Секретаріату Президента України Віктора Балоги, голови Закарпатської облдержадміністрації Олега Гаваші.
Роботи художника зберігаються в Третьяковській галереї в Москві, Національному художньому музеї України та ін.

## Стиль
Глюк став одним із зачинателів закарпатської повоєнної пейзажної школи, відзначає Ігор Шаров. Властива цій школі декоративність суттєво означила живописний стрій полотен митця. Якщо в портретних творах Глюк виявляв нахил до монументалізації образів — зокрема це спостерігалося у портретно-жанрових композиціях, — то у пейзажних полотнах виявляв засади декоративізму, близькі за стильовим відчуттям до творчості інших закарпатських художників, які творили в цю епоху.

## Вшанування пам'яті
У листопаді 2012 р. в Ужгороді, сім'єю Глюк-Гомокі, був відкритий пам'ятник Гаврилу Глюку роботи скульптора Михайла Колодка. Скульптура є мініатюрним зображенням художника за кермом його улюбленого автомобіля «Вілліс».
Також на честь Гаврила глюка в 2019 році було названу одну з площ Ужгорода.